# Tamulpur (Distrikt)
Tamulpur ist ein Distrikt im indischen Bundesstaats Assam. Sitz der Verwaltung ist der gleichnamige Ort Tamulpur. Der Distrikt gehört zur Region Bodoland.

## Geografie
Der Distrikt liegt im Norden von Assam. Er grenzt im Norden an Bhutan, im Osten an den Distrikt Udalguri, im Südosten an den Distrikt Darrang, im Süden an die Distrikte Kamrup und Nalbari sowie im Westen an den Distrikt Baksa.
Der südliche Teil des Distrikts liegt in der Tiefebene von Assam. Die nördlichsten Teile des Distrikts sind Ausläufer der Vorgebirge des Himalaya. Die Fläche beträgt 884 km².

## Geschichte
Der Distrikt entstand als 35. Distrikts des Bundesstaats am 23. Januar 2022. Bis dahin waren die Gebiete des neuen Distrikts, die Circles/Subdivisions Goreswar (Pt) und Tamulpur, die östlichen Teile des Distrikts Baksa.

## Bevölkerung
Da der Distrikt erst im Jahr 2022 entstanden ist und die letzte indische Volkszählung 2011 stattfand, sind die Zahlen die Summe der Volkszählungsdaten der beiden Circles/Subdivisions Goreswar (Pt) und Tamulpur.

### Übersicht
Der neue Distrikt hatte bei der letzten indischen Volkszählung 2011 eine Bevölkerungszahl von 389.150 Menschen. Davon lebten 5.631 Personen oder 1,45 Prozent in Städten. Die Landbevölkerung zählte 383.519 Personen. Von der Gesamtbevölkerung waren 197.577 Personen (50,77 %) männlichen und 191.573 weiblichen Geschlechts. Der Distrikt hatte 2011 eine Alphabetisierungsrate von 67,72 %. Von der Gesamtbevölkerung waren 51.856 Personen unter 7 Jahre alt. 42.246 Menschen gehörten zu den scheduled castes (Dalit) und 121.321 Menschen zu den scheduled tribes (anerkannte Stammesgemeinschaften; Selbstbezeichnung Adivasi).

### Einwohnerentwicklung
Die Bevölkerungszunahme zwischen 2001 und 2011 lag bei 10,04 % oder rund 35.500 Menschen. Die Entwicklung verdeutlicht folgende Tabelle:

### Bedeutende Orte
Einzige städtische Siedlung ist No.2Goreswar mit 5.631 Einwohnern. Somit leben nur 1,45 Prozent der Gesamtbevölkerung des Distrikts in einer Stadt.

### Volksgruppen
In Indien teilt man die Bevölkerung in die drei Kategorien general population, scheduled castes und scheduled tribes ein. Die scheduled castes (anerkannte Kasten) mit (2011) 42.246 Menschen (10,86 Prozent der Bevölkerung) werden heutzutage Dalit genannt (früher auch abschätzig Unberührbare betitelt). Die scheduled tribes sind die anerkannten Stammesgemeinschaften mit (2011) 121.321 Menschen (31,18 Prozent der Bevölkerung), die sich selber als Adivasi bezeichnen. Zu ihnen gehören in Assam 23 Volksgruppen. Detailzahlen für die einzelnen Stammesgemeinschaften sind nur bis zur Höhe der Distrikte veröffentlicht. Da aber im Distrikt Barpeta, zu dem der heutige Distrikt Bajali bei der letzten Volkszählung gehörte, die Bodo (auch Boro genannt) 92,6 % und die Rabha 0,6 % der Anzahl Personen in anerkannten Stammesgemeinschaften zählen, sind diese beiden scheduled tribes auch im heutigen Distrikt dominierend. Der Circle/die Subdivision Goreswar ist mit 35,03 % Anteil der anerkannten Stammesgemeinschaften an der Distriktsbevölkerung ihre Hochburg. Aber auch im Circle/der Subdivision Tamulpur ist ihr Anteil mit 28,66 % hoch. Nur in der Stadt No.2Goreswar liegt der Anteil der Menschen, die sich zu den scheduled tribes zählen, mit 19,45 % deutlich tiefer.

### Bevölkerung des Distrikts nach Sprachen
Die Bevölkerung des Distrikts Tamulpur ist sprachlich gemischt. Es dominieren fünf verschiedene Sprachgruppen, nämlich Assami (143.812 Personen oder 36,96 %), Bodo/Boro (98.851 Personen oder 25,40 %), Bengali (mit Bengali und Rajbangsi; 91.544 Personen oder 23,52 %), Nepali (20.171 Personen oder 5,18 %) und Santali (18.168 Personen oder 4,67 %). Die Sprachgruppe Hindi ist extrem zersplittert in Sadan/Sadri, Hindi und Bhojpuri.
Allerdings gibt es deutliche Unterschiede. In der Stadt No.2Goreswar gibt es knappe Mehrheit von 51,73 %, die Assami spricht. Diese Sprache hat in den Circles/Subdivisions Goreswar (48,83 % Anteil) und Tamulpur (29,20 % Anteil) nur relative Mehrheiten. Im Circle/der Subdivision Goreswar sind Bodo/Boro (28,72 %), Bengali (17,09 %) und Nepali (3,71 %) bedeutende Sprachminderheiten. Im Circle/der Subdivision Tamulpur mit Bengali (25,76 %), Bodo/Boro (23,23 %), Santali (7,67 %) und Nepali (6,14 %) noch mehr sprachliche Minderheiten von Bedeutung.
Und in der Stadt No.2Goreswar gibt es mit Bengali (32,69 %) und Bodo/Boro (10,41 %) zwei bedeutende Sprachminderheiten. Die weitverbreitetsten Einzelsprachen zeigt die folgende Tabelle:
| Jahr                                   | Assami  | Assami | Boro   | Boro  | Bengali | Bengali | Nepali | Nepali | Santali | Santali | Sadan/Sadri | Sadan/Sadri | Rajbangsi | Rajbangsi | Oraon/Kurukh | Oraon/Kurukh | Hindi | Hindi | Gesamt  | Gesamt   |
| Jahr                                   | Zahl    | %      | Zahl   | %     | Zahl    | %       | Zahl   | %      | Zahl    | %       | Zahl        | %           | Zahl      | %         | Zahl         | %            | Zahl  | %     | Zahl    | %        |
| -------------------------------------- | ------- | ------ | ------ | ----- | ------- | ------- | ------ | ------ | ------- | ------- | ----------- | ----------- | --------- | --------- | ------------ | ------------ | ----- | ----- | ------- | -------- |
| 2011                                   | 143.806 | 36,95  | 98.830 | 25,40 | 86.906  | 22,33   | 20.171 | 4,67   | 18.159  | 4,67    | 3.644       | 0,96        | 3.608     | 0,93      | 2.502        | 0,64         | 2.353 | 0,60  | 389.150 | 100,00 % |
| Quelle: Ergebnis der Volkszählung 2011 |         |        |        |       |         |         |        |        |         |         |             |             |           |           |              |              |       |       |         |          |

### Bevölkerung des Distrikts nach Bekenntnissen
Eine klare Bevölkerungsmehrheit sind Hindus. Daneben gibt es noch eine starke muslimische Minderheit und eine kleinere Minderheit an Christen. Alle anderen Glaubensgemeinschaften stellen nur kleine Bevölkerungsanteile.
Allerdings gibt es deutliche Unterschiede. Die Stadt No.2Goreswar (95,03 %) und beide Circles/Subdivisions (Tamulpur 85,09 % und Goreswar 80,71 % Anteil) haben deutliche hinduistische Mehrheiten. In beiden Circles/Subdivisions sind die Muslime eine bedeutende religiöse Minderheit. Im Circle/der Subdivision Goreswar sind 18,69 % und im Circle/der Subdivision Tamulpur 9,24 % Muslime. Im Circle/der Subdivision Tamulpur sind zudem 5,18 % oder 12.202 Personen Christen. Alle anderen Glaubensgemeinschaft sind von der Anzahl her unbedeutend. Die genaue religiöse Zusammensetzung der Bevölkerung zeigt folgende Tabelle:
| Jahr                                   | Buddhisten | Buddhisten | Christen | Christen | Hindus  | Hindus | Jainas | Jainas | Muslime | Muslime | Sikhs | Sikhs | Andere | Andere | keine Angaben | keine Angaben | Gesamt  | Gesamt   |
| Jahr                                   | Zahl       | %          | Zahl     | %        | Zahl    | %      | Zahl   | %      | Zahl    | %       | Zahl  | %     | Zahl   | %      | Zahl          | %             | Zahl    | %        |
| -------------------------------------- | ---------- | ---------- | -------- | -------- | ------- | ------ | ------ | ------ | ------- | ------- | ----- | ----- | ------ | ------ | ------------- | ------------- | ------- | -------- |
| 2011                                   | 395        | 0,10       | 12.533   | 3,22     | 324.396 | 83,36  | 139    | 0,04   | 50.486  | 12,97   | 43    | 0,01  | 146    | 0,04   | 1.012         | 0,26          | 389.150 | 100,00 % |
| Quelle: Ergebnis der Volkszählung 2011 |            |            |          |          |         |        |        |        |         |         |       |       |        |        |               |               |         |          |

### Geschlechterverteilung
Der Distrikt hatte – für Indien üblich – mehr männliche als weibliche Einwohner. Sehr untypisch für Assam ist die fast gleich hohe Anzahl an Männern und Frauen. In beiden Circles/Subdivisions ist das Geschlechterverhältnis ähnlich. Bei den jüngsten Bewohnern (51.856 Personen unter 7 Jahren) liegen die Anteile bei 26.276 Personen männlichen (50,67 Prozent) zu 25.580 Personen (49,33 Prozent) weiblichen Geschlechts.
| Geschlechterverteilung im Distrikt     |         |        |          |          |          |          |
|                                        | Gesamt  | Gesamt | männlich | männlich | weiblich | weiblich |
| Anzahl                                 | Anteil  | Anzahl | Anteil   | Anzahl   | Anteil   |          |
| GESAMT                                 | 389.150 | 100 %  | 197.577  | 50,77 %  | 191.573  | 49,23 %  |
| Goreswar                               | 153.747 | 100 %  | 77.872   | 50,65 %  | 75.875   | 49,35 %  |
| Tamulpur                               | 235.403 | 100 %  | 119.705  | 50,85 %  | 115.698  | 49,15 %  |
| Quelle: Ergebnis der Volkszählung 2011 |         |        |          |          |          |          |

## Bildung
Dank bedeutender Anstrengungen steigt die Alphabetisierung. Sie liegt mittlerweile bei rund 67,7 %. Im städtischen Bereich können immerhin beinahe 89 Prozent der Bevölkerung lesen und schreiben. Auf dem Land bei den Frauen dagegen nur 59 Prozent. Typisch für indische Verhältnisse sind die starken Unterschiede zwischen den Geschlechtern und der Stadt-/Landbevölkerung. Nicht dem Normalfall entspricht die beinahe gleich hohe Alphabetisierung der Männer und Frauen im städtischen Bereich. Bemerkenswert sind auch die Unterschiede in den beiden Circles/Subdivisions. Während in Goreswar 73,48 % alphabetisiert sind, beträgt die Alphabetisierung im Circle/der Subdivision Tamulpur nur 63,90 %. Der Höchstwert (Männer; Stadtbevölkerung) und Tiefstwert (Frauen; Landbevölkerung) liegen selbst für indische Verhältnisse weit auseinander.
| Alphabetisierung im Distrikt Tamulpur  |                   |                   |
| Einheit                                | Volkszählung 2011 | Volkszählung 2011 |
| Einheit                                | Anzahl            | Anteil            |
| GESAMT                                 | 228.405           | 67,72 %           |
| Männer                                 | 129.787           | 75,77 %           |
| Frauen                                 | 98.618            | 59,41 %           |
| STADT GESAMT                           | 4.370             | 88,41 %           |
| Stadt-Männer                           | 2.389             | 88,98 %           |
| Stadt-Frauen                           | 1.981             | 87,73 %           |
| LAND GESAMT                            | 224.035           | 67,63 %           |
| Land-Männer                            | 127.398           | 75,51 %           |
| Land-Frauen                            | 96.637            | 59,10 %           |
| Quelle: Ergebnis der Volkszählung 2011 |                   |                   |